# Дадашев, Мусеиб Мирза оглы
Мусеиб Мирза оглы Дадашев (азерб. Müseyib Mirzə oğlu Dadaşov; 23 марта 1896, Балаханы, Бакинская губерния — 13 августа 1981, Баку) — советский хозяйственный, государственный и политический деятель. Депутат Верховного Совета Азербайджанской ССР 7—10 созывов.

## Биография
Родился 23 марта 1896 года в селе Балаханы близ Баку (ныне посёлок в черте города). 
Окончил несколько классов средней школы, после чего с 1912 года работал токарем на механическом заводе Ротшильда в Балаханах. Участвовал в революционном движении. Принимал участие в стачках бакинских рабочих в 1914 и 1917 годах. В 1917 году вступил в ряды РСДРП (б), стал членом Красной гвардии в родном селе. В 1918 году принимал участие в рядах мартовских боях в Баку на стороне Баксовета. Участник боев против Дикой дивизии и контрреволюционных сил Гоцинского под Хырдаланом. 
В 1919 году принял участие в майской забастовке бакинских рабочих, после чего вел партийную работу в Кедабеке, Ленкорани и Шемахе. Участвовал в установлении Советской власти в Баку (1920).
С 1920 года занимал пост ответственного организатора Кавказского краевого комитета РКСМ, ряд постов в Нухинском уездном комитете партии. В 1922—1924 годах — на ответственных должностях в Нухинском, Шемахинском, Ленкоранском уездных комитетах партии, в 1924—1933 годах — в профсоюзе горняков Азербайджана. В 1933—1937 годах занимал посты первого секретаря Вергядузского, Кедабекского и Астаринского райкомов АКП(б), позже — на ответственных хозяйственных постах. 
С 1948 года находился на руководящей работе в управлении рабочего снабжения объединения «Азнефть». 
С 1956 года — персональный пенсионер республиканского, с 1968 года — союзного значения.
В 1966—1981 годах — председатель Азербайджанского республиканского совета революционной славы при ЦК ЛКСМ Азербайджана.
Участвовал в организации Балаханского районного совета рабочих депутатов. Делегат I съезда ЛКСМ, III конгресса Коминтерна, II конгресса КИМ. На них виделся и беседовал с В. И. Лениным. Делегат XXIII, XXIV, XXV съездов КПСС, XXVI, XXVII, XXVIII, XXIX и XXX съездов Коммунистической партии Азербайджана. 
Избирался членом Закавказского центрального исполнительного комитета. В 1964—1981 годах — член ЦК Коммунистической партии Азербайджана. 
Депутат Верховного Совета Азербайджанской ССР 7—10 созывов. Избирался членом Президиума.
Скончался 13 августа 1981 года в городе Баку. Похоронен на Аллее почетного захоронения.
Про Дадашева снят телевизионный документальный фильм «Он видел Ленина» (1971, реж. А. Абдуллаев).